# 日本WHO協会
公益社団法人日本WHO協会（こうえきしゃだんほうじん にほんダブリュー・エイチ・オーきょうかい、Friends of WHO Japan）は、WHO憲章を啓発し、その精神に合致した国内外の団体等の活動を援助することを目的とした公益社団法人。

## 概要
世界保健機関 (WHO) が目指す人類の健康の実現に協力するための諸活動を展開している。世界保健機関（WHO）の日本支部等ではなく、WHOの理念に賛同し健康増進のための活動やWHOが発表した報告書やガイドラインなどを日本語に翻訳して広報するなどの活動を行っている民間法人である。

## 歴史
- 1965年に京都で設立された。初代会長中野種一郎。
- 2006年に大阪へ事務局を移転。
- 2010年、前大阪市長の関淳一が理事長に就任。
- 2018年、大阪大学名誉教授の中村安秀が理事長に就任[1][2]。